# Byblis frigidus
Byblis frigidus is een vlokreeftensoort uit de familie van de Ampeliscidae. De wetenschappelijke naam van de soort is voor het eerst geldig gepubliceerd in 1989 door Coyle & Highsmith.